# Lasiodora klugi
Lasiodora klugi é uma espécie de aranha pertencente à família Theraphosidae (tarântulas).

## Características

### Comportamento
São aranhas bem ágeis, rápidas, ótimas escaladoras e possuem veneno pouco ativo no homem, podendo causar pequena dormência no local da picada
Devido às suas grandes quelíceras, e o seu tamanho, o animal tem uma picada dolorosa, muito forte.
Possuem, principalmente, pelos urticantes no abdômen, que são utilizados em sua defesa.
Geralmente "forram" o chão do terrário com sua teia, também utilizando a mesma principalmente na toca, mais densa na época da ecdise.
O macho também utiliza essa teia para poder depositar o esperma.

### Tempo de Vida
Lasiodora Klugi, tempo de vida de indivíduos machos variando em torno de 7 (sete) anos, e os indivíduos fêmeas tendo o tempo de vida em torno dos 15 anos.

### Tamanho
Ambos com tamanho médio variando entre 19 e 14 cm. Em alguns casos, principalmente as fêmeas podem ultrapassar os 20 cm.

### Alimentação
Composta inicialmente por pequenos insetos como baratas, grilos, após atingir um certo tamanho as mesmas podem incluir na diéta pequenos vertebrados, como répteis, anfíbios e até mesmo pequenos roedores. Se tiverem a oportunidade, praticam canibalismo.
Têm preferencia, pelos criadores, os indivíduos do sexo feminino, pois essas são mais robustas, vorazes e vivem mais.

### Habitat
São aranhas errantes. Não constroem teia para capturar as presas, e sim somente para fins reprodutivos. São encontradas no solo, em cavidades de troncos de árvores caídos, sob pedras ou em tocas no chão e podem aproximar-se de residências humanas atraídas pela alimentação (baratas ou camundongos).